# Mont Fier
Le mont Fier est un sommet du massif du Jura culminant à 1 282 m d'altitude, situé sur la commune de Prémanon, dans le département du Jura. Il a la particularité d'échapper à la règle de la formation d'un mont, il est l'exemple unique du synclinal perché jurassien.

## Géologie
Le synclinal du mont Fier est entouré de deux combes latérales situées respectivement au sud-est et au nord-ouest, larges d'environ un kilomètre et profondes de 150 m. Le mont et ses deux combes latérales sont les replis affectant la voûte d'un vaste anticlinal (anticlinorium) situé entre deux synclinaux à affleurement Crétacé : le synclinal de Prémanon et le synclinal de Longchaumois. Cet anticlinal correspond à l'anticlinal de Tressus-Les Arcets qui s'étend vers le sud-ouest jusqu'à Saint-Claude.
La falaise du mont Fier est composée de calcaires du Jurassique supérieur qui forment une légère cuvette synclinale. Les deux combes entourant le mont sont creusées dans les marnes et les marno-calcaires du Jurassique supérieur, jusqu'aux calcaires du Jurassique moyen par endroits.